# Cuevas del Becerro
Cuevas del Becerro è un comune spagnolo di 1 880 abitanti situato nella comunità autonoma dell'Andalusia.

## Origini del nome
Il nome proverrebbe, secondo una leggenda locale, da un vitello d'oro che fu ritrovato in una delle grotte sul versante settentrionale della collina dove sorge il villaggio. Lo stemma del municipio porta a tutt'oggi la rappresentazione di un vitello dorato.
Un'altra storia vuole che un vitello cadde in una delle numerose cavità naturali della zona e che lo si sente ancora muggire mentre vaga per i condotti sotterranei.